# Uhrturm (Oppenheim)

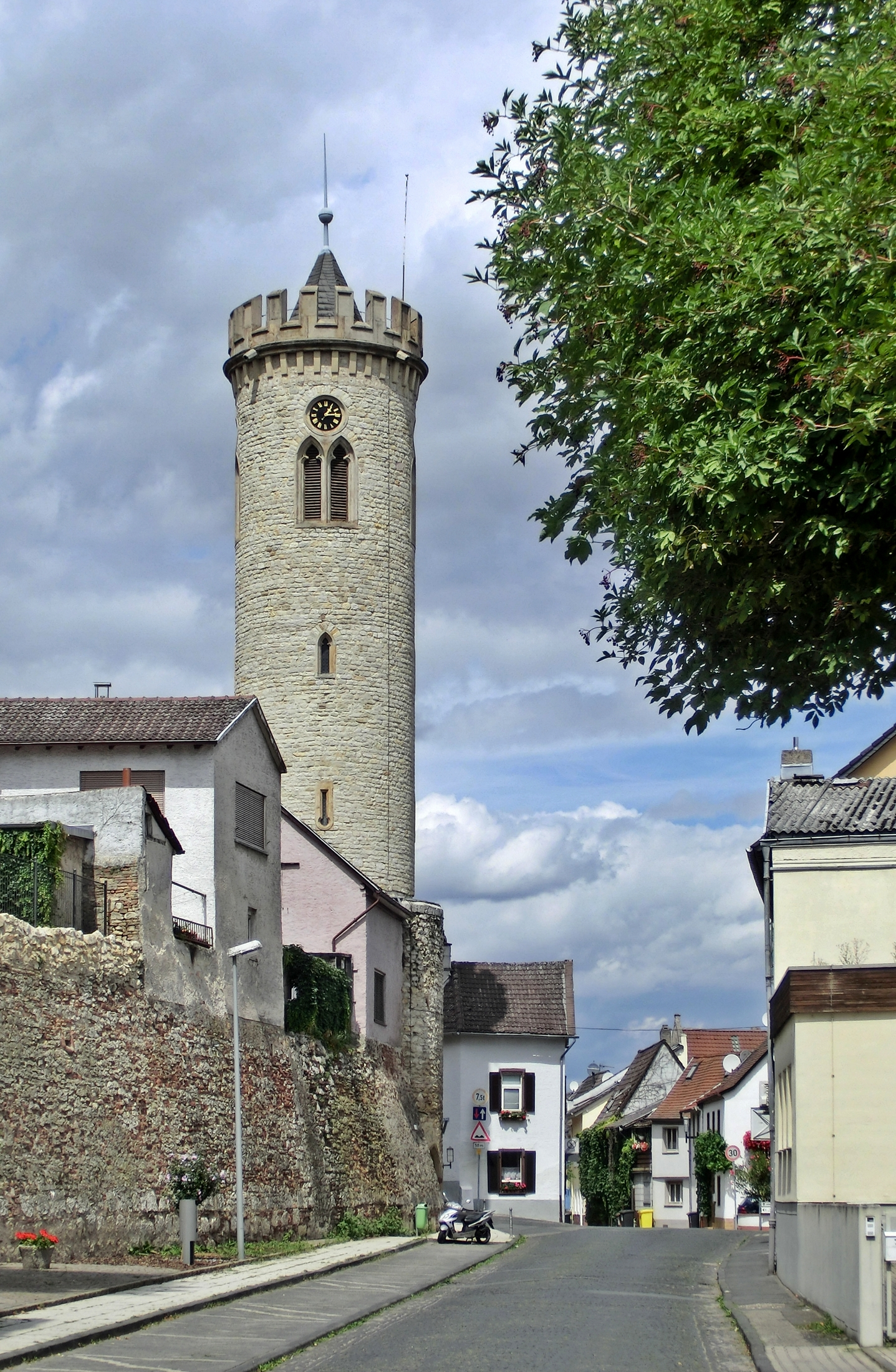
Der Uhrturm von Oppenheim

Der Uhrturm von Oppenheim in Rheinhessen in Rheinland-Pfalz ist ein 1843/44 im Stil der Neugotik errichteter steinerner Uhrturm, der gut 31 Meter hoch ist. Die Turmuhr von 1907 zeigt die halben und vollen Stunden mit Glockenschlag an.

## Geschichte
Der Oppenheimer Uhrturm wurde 1843/44 auf den Überresten eines früheren Wehrturms der mittelalterlichen Stadtbefestigung errichtet – dem sogenannten Zollturm oder Weißen Turm. Der Turm hatte im Laufe der Jahrzehnte nicht nur die Aufgabe, über die Tageszeit zu informieren. Zwischenzeitlich diente der Turm auch als Beobachtungspunkt zur Warnung vor Bränden oder Hochwasser, als Schlauchturm für die Feuerwehr und als städtische Arrestzelle. Die erste in dem Turm eingebaute Uhr wurde 1907 durch eine neue der Firma J. F. Weule in Bockenem im Ambergau ersetzt, die noch funktioniert.
1941 wurde die Turmglocke entfernt und eingeschmolzen, weil im Zweiten Weltkrieg Rohstoffknappheit herrschte. 1953 und 1989 wurden von Oppenheimer Bürgern zwei neue Glocken gestiftet. In den 1980er Jahren wurde der Uhrturm grundlegend renoviert. Das Gebäude wird von den Freunden des Uhrturms zu Oppenheim am Rhein gepflegt und steht unter Denkmalschutz.
Die Turmuhr zeigt die halben und vollen Stunden mit Hilfe eines mechanischen Uhrwerkes durch Glockenschlag an. Außerdem kann die Glocke von Hand geläutet werden, was unter anderem zum Gedenken an die Kriegsopfer geschieht. Darüber hinaus wird im Turm jeweils am Volkstrauertag ein Gedenkbuch ausgelegt, dass die Namen von 254 im Zweiten Weltkrieg gefallenen, getöteten und vermissten Oppenheimer Bürgern enthält.

### Zollturm oder Weißer Turm

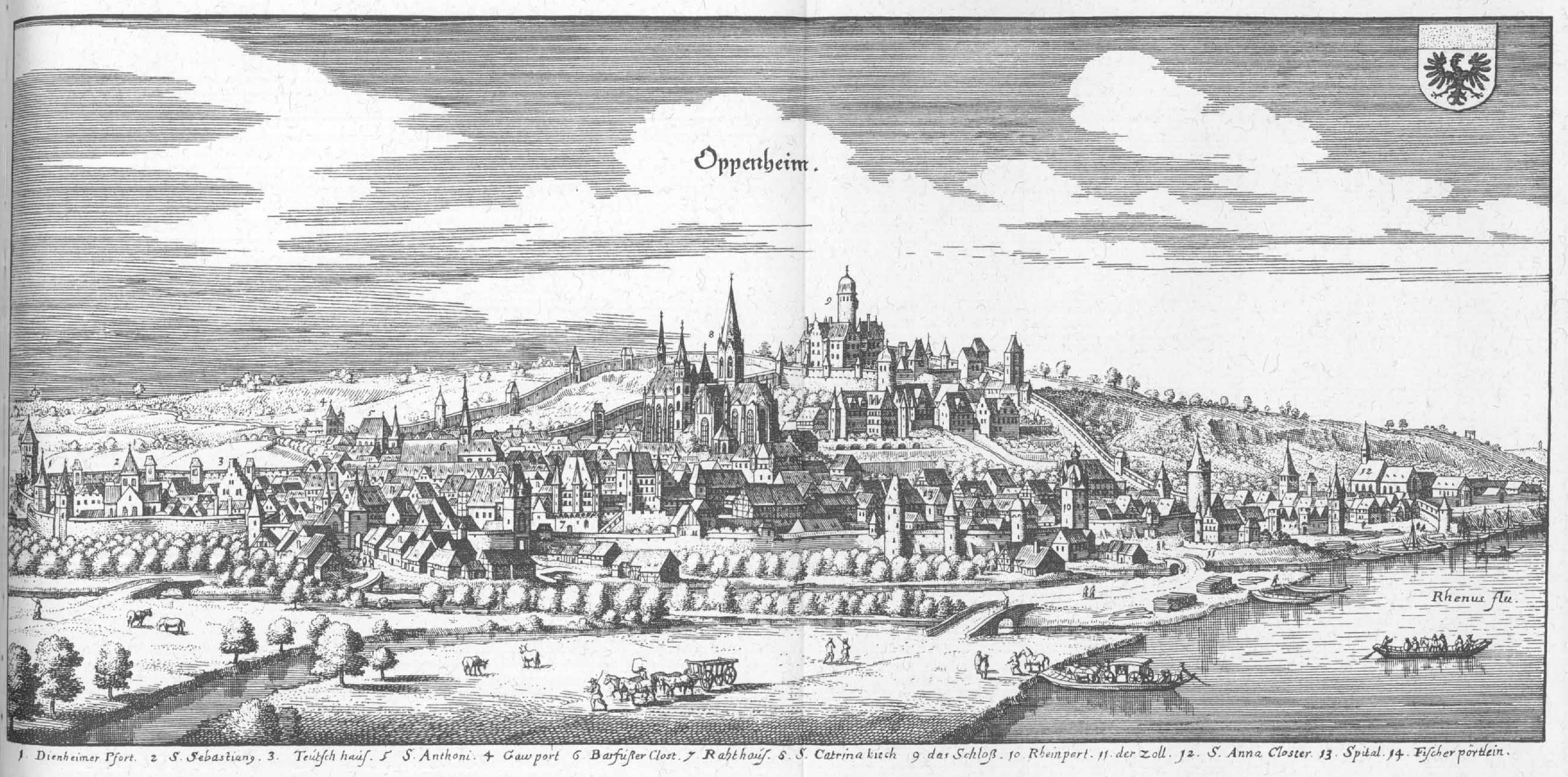
Oppenheim auf einem Stich aus dem Jahr 1655 von Matthäus Merian. Der Zollturm ist der runde Turm in der Mitte der rechten Bildhälfte.

Der heutige Uhrturm steht auf den Überresten eines früheren Wehrturms der mittelalterlichen Stadtbefestigung von Oppenheim – dem sogenannten Zollturm oder Weißen Turm. Der Name Zollturm ist darauf zurückzuführen, dass er beim Hafen und beim Zollhaus der Stadt lag, wo auf dem Rhein beförderte Waren verzollt werden mussten. Der Name Weißer Turm ist vermutlich auf den hellen Kalkstein zurückzuführen oder aus einem weißen Anstrich oder Putz.
Der Turm wurde im 13. Jahrhundert errichtet und in den folgenden Jahrhunderten mehrfach zerstört, wieder aufgebaut und umgebaut. So stammt der gotische Türbogen des Eingangs aus der zweiten Hälfte des 14. Jahrhunderts. Nachdem Oppenheim schon vom Dreißigjährigen Krieg (1618–1648) schwer betroffen war, wurde die ganze Stadt samt Zollturm am 31. Mai 1689 im Pfälzischen Erbfolgekrieg von französischen Truppen unter Ezéchiel de Mélac zerstört.
Erst mehr als 150 Jahre später wurde 1843/44 auf den Überresten des Zollturms der heutige Uhrturm gebaut.

## Aussehen

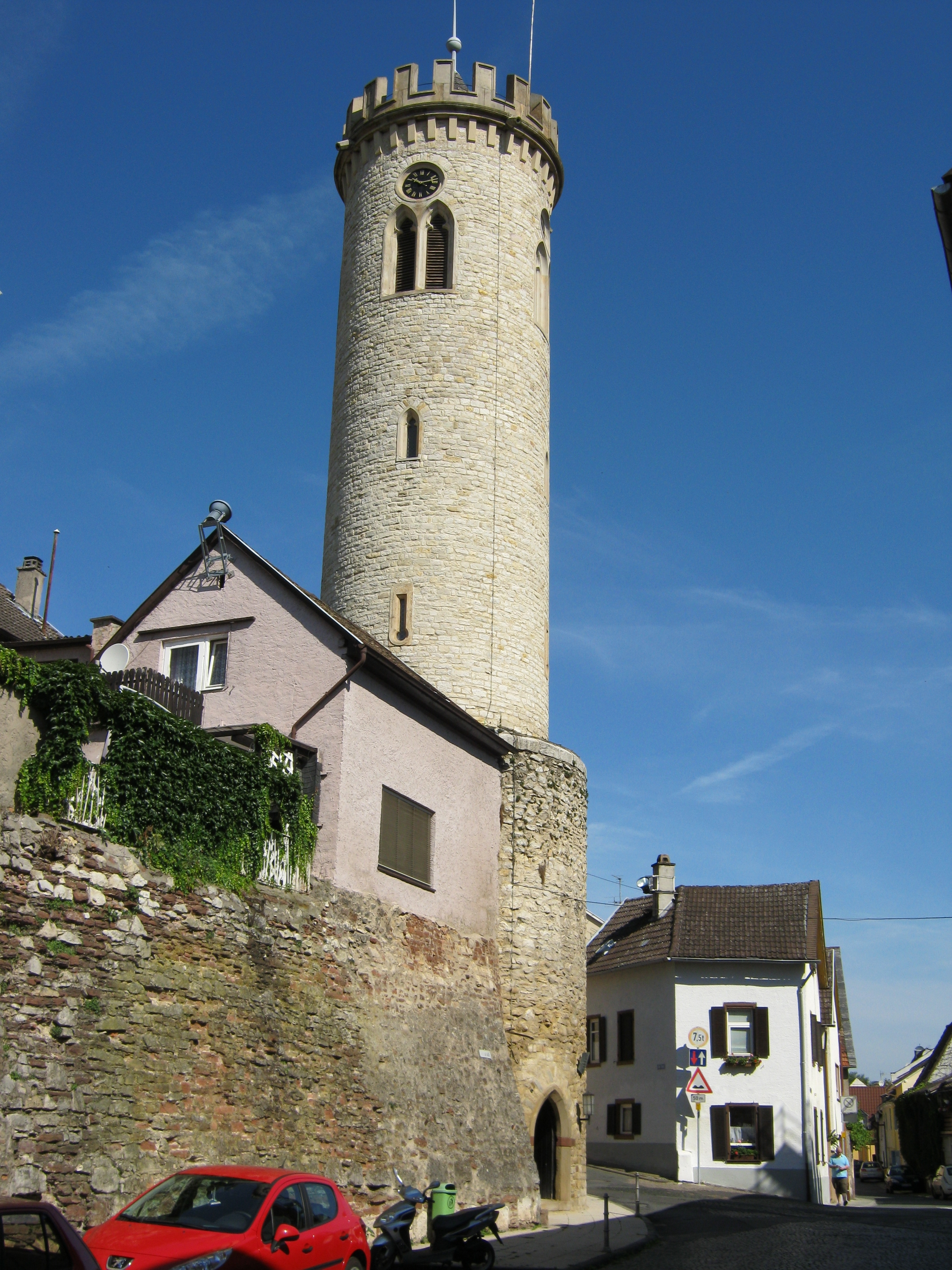
Der Uhrturm von Oppenheim

Der Uhrturm von Oppenheim ist auf einem runden Grundriss errichtet und auch selbst vollständig als Rundturm angelegt. Er ist (ohne Turmhelm und -spitze) gut 31 Meter hoch und besteht aus drei Teilen: Sockelgeschoss, Turmkörper und Aussichtsplattform. Als Baumaterial diente vorwiegend heller Kalkstein aus der Region.
Das rund zwölf Meter hohe Sockelgeschoss des Turms mit dem Eingang ist der älteste Teil des Bauwerks und stammt zum Teil noch aus dem 13. Jahrhundert. Es hat einen Durchmesser von knapp fünf Metern und besteht vorwiegend aus grobem Bruchsteinmauerwerk. Dagegen stammt der gotische Türbogen des Eingangs an der Ostseite des Turms aus der zweiten Hälfte des 14. Jahrhunderts und ist aus dunklerem, teils rotem Sandstein gefertigt.
Über dem Sockelgeschoss erhebt sich der eigentliche, rund 18 Meter hohe Turmkörper, der im neugotischen Stil gehalten ist. Der Turmkörper ist gegenüber dem Sockelgeschoss etwas zurückgesetzt und lässt den Turm dadurch trotz des massiven Sockels nicht so wuchtig erscheinen. Das Kalksteinmauerwerk ist hier heller als im Sockelgeschoss, und die Mauersteine sind kleiner und gleichmäßiger geschichtet.
Der Turmkörper wird in allen vier Himmelsrichtungen durch verschiedene Öffnungen aufgelockert. Im unteren Drittel befindet sich auf allen vier Turmseiten jeweils eine schießschartenartige Öffnung (Schlüsselscharte) und im mittleren Drittel jeweils ein kleines Fenster mit Spitzbogen. Im oberen Drittel sind auf allen vier Seiten jeweils zwei nebeneinanderliegende größere Spitzbogenfenster angebracht über denen sich die Zifferblätter der Turmuhr befinden. Die Uhrzeit kann somit von allen vier Seiten des Turms abgelesen werden.
Oberhalb des Turmkörpers folgt die Aussichtsplattform, die von gut einem Meter hohen Zinnenkranz umrahmt wird. In der Mitte der Aussichtsplattform erhebt sich ein mit Schiefer gedeckter Turmhelm, auf dem eine Spitze mit Turmkugel aus Kupferblech ruht.